# Kolponomos
Kolponomos är ett utdött släkte med marina björnar som förekom under miocen, för ungefär 20 miljoner år sedan. Släktet beskrevs 1960 av Ruben A. Stirton, en paleontolog vid American Museum of Natural History, utifrån en del av en skalle och käke. Stirton bedömde att det rörde sig om en stor marin procyonid, men ett tvådelat specimen funnet av Douglas Emlong i närheten av Newport, Oregon, 1969 och 1977, visade att släktet var besläktat med anfäder till dagens björnar. Ett tredje fossil av Kolponomos har återfunnits på Aleuterna.
Kolponomos hade en nedåtböjd nos och breda, kraftiga molarer anpassade för en diet av mollusker med hårda skal och deras smala nos framåtriktade ögon indikerar att de kunde fokusera på objekt rakt framför huvudet. Dess kraftiga nackmuskelfästen och robusta fotben kombinerat med de övriga kännetecknen indikerar att Kolponomos fyllde en unik ekologisk nisch bland de marina rovdjuren som idag bara kan liknas vid den obesläktade havsuttern. Men eftersom det inte finns något komplett skelett är det omöjligt att dra några slutsatser kring gruppens övriga anpassningar.
Enligt uppskattningar var arterna 100 cm långa, hade en mankhöjd av 60 cm och en vikt av maximal 80 kg.